# 리프와 리프트라시르

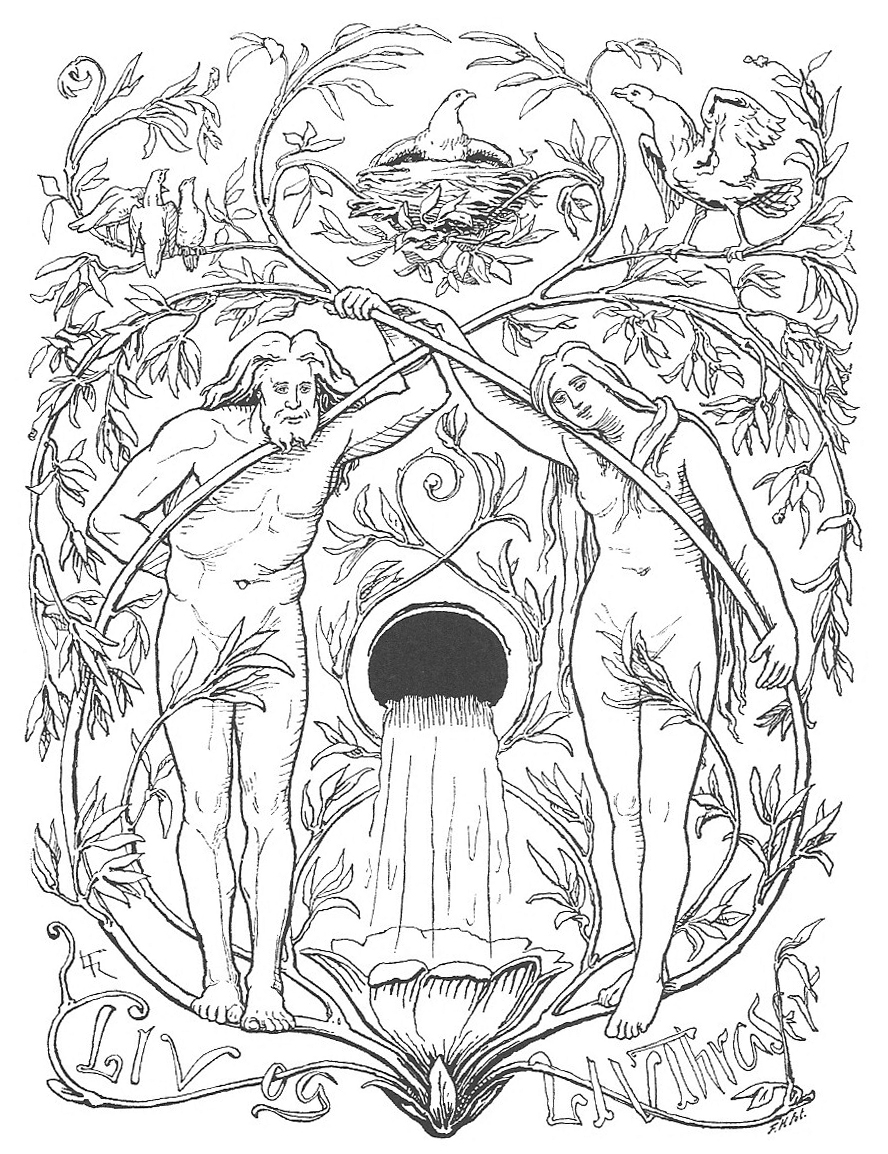

리프(고대 노르드어: Líf→‘생명, 삶’의 여성형 명사)와 리프트라시르(고대 노르드어: Lífþrasir→‘리프를 사랑하는 자’, 곧 ‘삶을 사랑하는 자’, ‘삶의 열정’)는 북유럽 신화에서 라그나로크 당시 호드미미스 홀트에 숨어서 살아남게 된다고 예언되는 여성과 남성이다. 종말의 화염이 잦아들면, 새로이 열린 풍요로운 세계에 다시 인간을 번성시킬 것이라고 한다. 리프와 리프트라시르는 13세기에 그 이전의 시가들을 수집한 《고 에다》 및 스노리 스투를루손이 쓴 《신 에다》에 등장한다. 두 남녀의 이름의 근본적 의미와 어원에 대한 학술적 이론들이 제기되고 있다.

## 같이 보기
- 아스크와 엠블라